# سرخرگ چشمی
سرخرگ چشمی (انگلیسی: Ophthalmic artery) تأمین‌کننده خون به چشم و شاخه‌ای از سرخرگ سبات داخلی است.
سرخرگ چشمی یکی از شاخه‌های سرخرگ کاروتید درونی است که خون را به چشم و ساختارهای اطراف آن می‌رساند. این سرخرگ اولین شاخه اصلی سرخرگ کاروتید داخلی پس از خروج از سینوس غاری است.
سرخرگ چشمی اولین شاخه اصلی سرخرگ کاروتید داخلی است. این سرخرگ خون را به چشم و ساختارهای اطراف آن می‌رساند. انسداد سرخرگ چشمی می‌تواند منجر به نابینایی شود.

## مسیر و شاخه‌ها
سرخرگ چشمی از طریق مجرای بصری (کانال اپتیک) به همراه عصب بینایی وارد کاسه چشم می‌شود. سپس به شاخه‌های متعددی تقسیم می‌شود که خون را به قسمت‌های مختلف چشم و ساختارهای اطراف آن می‌رسانند.
شاخه‌های اصلی سرخرگ چشمی عبارتند از:
- سرخرگ مرکزی شبکیه: خون را به شبکیه می‌رساند.
- سرخرگ‌های مژگانی خلفی: خون را به ماهیچه‌های مژگانی و مشیمیه (کوروئید) می‌رساند.
- سرخرگ‌های پلکی: خون را به پلک‌ها می‌رساند.
- سرخرگ اشکی: خون را به غده اشکی می‌رساند.
- سرخرگ‌های فوقانی و تحتانی چشمخانه‌ای: خون را به ماهیچه‌های چشمخانه‌ای و استخوان‌های کاسه چشم می‌رساند.

## اهمیت بالینی
انسداد سرخرگ چشمی می‌تواند منجر به نابینایی شود. آمبولی و ترومبوز شایع‌ترین علل انسداد این سرخرگ هستند.
علائم انسداد سرخرگ چشمی عبارتند از:
- کاهش ناگهانی بینایی
- درد چشم
- قرمزی چشم
- تهوع و استفراغ

تشخیص انسداد سرخرگ چشمی با آنژیوگرافی انجام می‌شود. درمان این عارضه بستگی به علت انسداد دارد و ممکن است شامل داروهای ضد انعقاد خون، آنژیوپلاستی یا جراحی باشد.

## نگارخانه

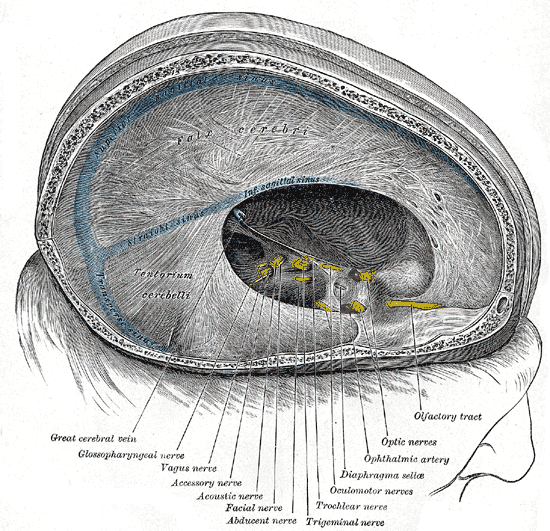
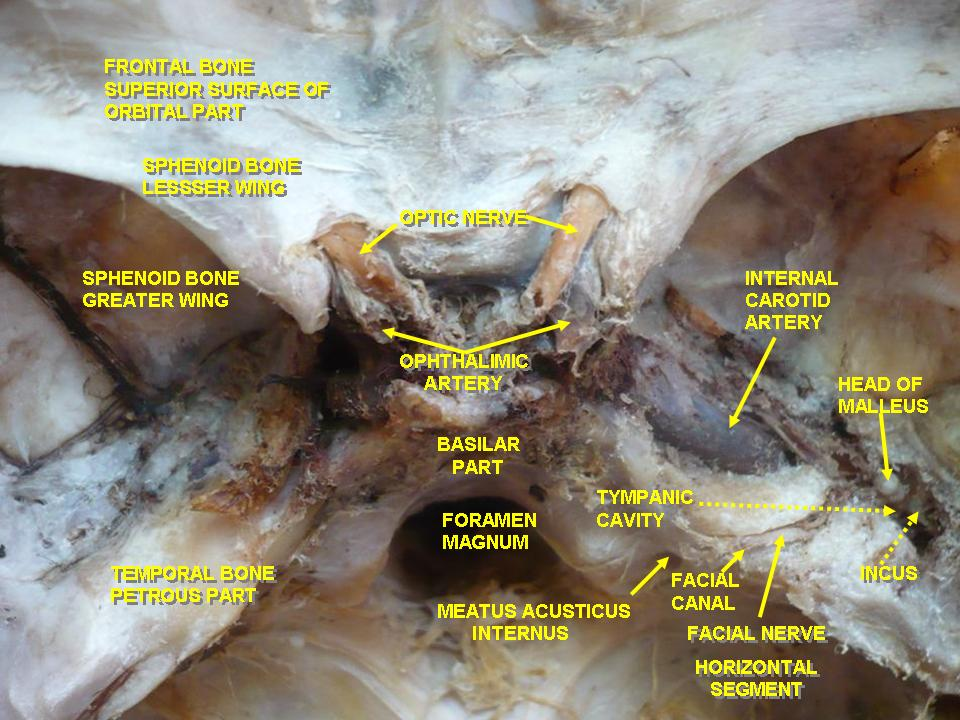